# Canton de Barneville-Carteret
Le canton de Barneville-Carteret est une ancienne division administrative française, située dans le département de la Manche et la région Basse-Normandie.

## Géographie
Son secteur côtier s'étendait du cap de Carteret au havre de Portbail.

## Historique
Le canton, à sa création en 1790, portait le nom de canton de Barneville. Il ne prendra sa dénomination de Barneville-Carteret qu'en 1964.
De 1833 à 1848, les cantons de Barneville et de Bricquebec avaient le même conseiller général. Le nombre de conseillers généraux était limité à trente par département.
Le canton de Barneville a été rattaché successivement aux arrondissements de Valognes, Coutances (1926) et Cherbourg (1964).

## Représentation

### Conseillers généraux de 1833 à 2015
| Période          | Période          | Identité                           | Étiquette                 | Qualité |
| ---------------- | ---------------- | ---------------------------------- | ------------------------- | --- |
| 1833             | 1839             | Auguste Moulin                     |                           | Maire de Bricquebec |
| 1839             | 1848             | Vicomte Jules Polydore Le Marois   | Tiers parti centre gauche | Député (1834-1839, 1849-1851), sénateur (1852-1870) |
| 1848             | 1849             | Eugène Le Bel                      |                           | Médecin à Valognes |
| 1850             | 1852             | Jacques Marie-Deslongchamps        |                           | Maire de Saint-Georges-de-la-Rivière, ancien conseiller d'arrondissement |
| 1852             | 1864             | Jacques Félix Meslin               | Majorité ministérielle    | Lieutenant-colonel, maréchal de camp, maire de Valognes (1852-1869), député (1846-1848), membre du Corps législatif (1852-1863), sénateur (1863-1869)                                         |
| 1864             | 1877             | Paul Foubert                       | Orléaniste centre droit   | Avocat, propriétaire forestier, propriétaire du château de la Forêt à Saint-Sauveur-le-Vicomte, maire de Saint-Sauveur-le-Vicomte (1853-1872), député (1871), sénateur inamovible (1865-1885) |
| 1877             | 1881 (démission) | Jules Besnard                      | Droite                    | Militaire (médecin-major), maire de Barneville |
| 1881             | 1885 (décès)     | Paul Foubert                       | Orléaniste centre droit   | Avocat, propriétaire forestier, propriétaire du château de la Forêt à Saint-Sauveur-le-Vicomte, maire de Saint-Sauveur-le-Vicomte (1853-1872), député (1871), sénateur inamovible (1865-1885) |
| 1886             | 1890 (décès)     | Alphonse Le Cannellier (1826-1890) |                           | Médecin, maire de Barneville (1877-1890) |
| 1890             | 1913             | Edmond Denis (1846-1934)           | Républicain               | Notaire, Saint-Michel-de-Montjoie |
| 1913             | 1940             | Jean Auvret                        | Rad.ind.                  | Médecin, maire de Barneville Nommé conseiller départemental en 1943 |
|                  |                  |                                    |                           | |
| 1945             | 1949             | René Vivien                        | SFIO                      | Fabricant de matériaux à Barneville |
| 1949             | 1957 (décès)     | Charles de Saint-Denis             | DVD                       | Huissier à la Cour de Paris |
| 24 novembre 1957 | 1979             | Pierre Aubrée                      | Indépendant-RGR           | Maire de Barneville |
| 1979             | 1992             | Auguste Lefèvre                    | DVD                       | Exploitant agricole, maire de Saint-Georges-de-la-Rivière |
| 1992             | 1998             | André Viel                         | UDF                       | Docteur en droit, Barneville-Carteret |
| 1998             | 2015             | Dieudonné Renaux                   | DVG                       | Enseignant, maire des Moitiers-d'Allonne (1989-2001) |

Le canton participe à l'élection du député de la quatrième circonscription de la Manche jusqu'aux élections législatives de 2012, puis de celui de la troisième après le redécoupage des circonscriptions.

### Conseillers d'arrondissement (de 1833 à 1940)
Le canton de Barneville-Carteret appartenait à l'arrondissement de Valognes jusqu'à sa disparition en 1926.
| Période                                  | Période | Identité                                               | Étiquette | Qualité |
| ---------------------------------------- | ------- | ------------------------------------------------------ | --------- | --- |
| 1833                                     | 1848    | Jacques Louis Auguste Marie des Longchamps (1788-1857) |           | Maire de Saint-Georges-de-la-Rivière                                                                        |
|                                          |         |                                                        |           | |
| 1895                                     | 1904    | Ferdinand Le Cannellier (1834-1904)                    |           | Avoué à Valognes, maire de Baubigny (1896-1904), propriétaire d'une partie du manoir de Barneville          |
| 1904                                     | 1922    | Albert Le Cannellier (1872-1957, fils du précédent)    |           | Avocat à Valognes, maire de Baubigny (1904-1926)                                                            |
| 1922                                     | 1928    | Désiré Leheusey                                        |           | Maire de Portbail                                                                                           |
| 1928                                     | 1940    | Félix Thiébot                                          | RG        | Restaurateur et hôtelier à Portbail                                                                         |
| 1940                                     |         |                                                        |           | Les conseils d'arrondissement ont été suspendus par la loi du 12 octobre 1940 et n'ont jamais été réactivés |
| Les données manquantes sont à compléter. |         |                                                        |           | |

## Composition

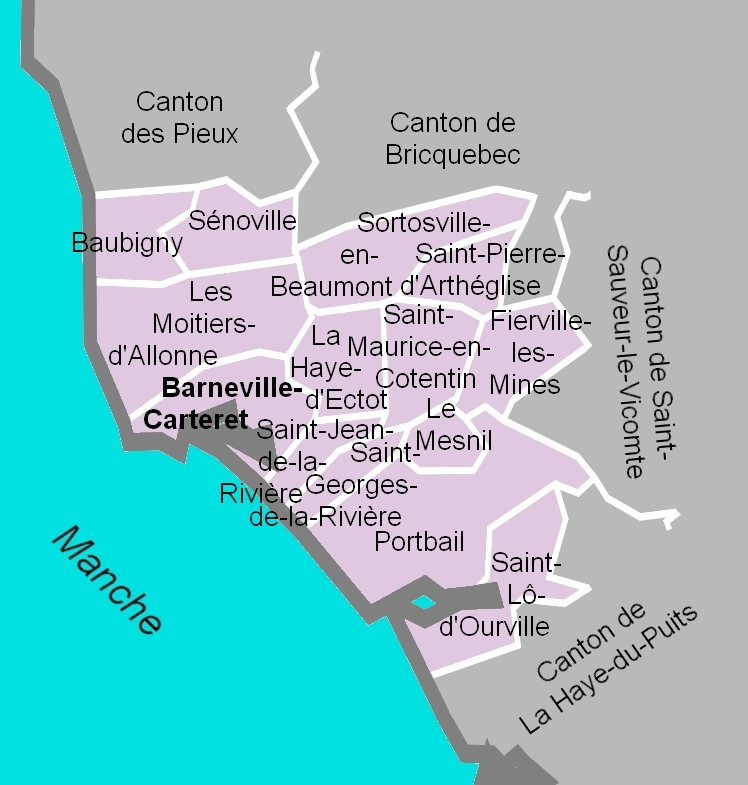
La carte des communes du canton, situé sur le littoral de la Manche. Les cantons limitrophes étaient ceux des Pieux, de Bricquebec, de Saint-Sauveur-le-Vicomte et de La Haye-du-Puits.

Le canton de Barneville-Carteret comptait 7 623 habitants en 2012 (population municipale) et regroupait quatorze communes :
- Barneville-Carteret ;
- Baubigny ;
- Fierville-les-Mines ;
- La Haye-d'Ectot ;
- Le Mesnil ;
- Les Moitiers-d'Allonne ;
- Portbail ;
- Saint-Georges-de-la-Rivière ;
- Saint-Jean-de-la-Rivière ;
- Saint-Lô-d'Ourville ;
- Saint-Maurice-en-Cotentin ;
- Saint-Pierre-d'Arthéglise ;
- Sénoville ;
- Sortosville-en-Beaumont.

À la suite du redécoupage des cantons en 2015, toutes les communes sont rattachées au canton des Pieux.

### Composition ancienne
Lors de sa création, en 1790, il était constitué des communes de : Barneville, Carteret, Fierville, Gouey, La Haye-d'Ectot, Notre-Dame-d'Allonne, Portbail, Saint-Georges-de-la-Rivière, Saint-Lô-d'Ourville, Saint-Jean-de-la-Rivière, Saint-Martin-du-Mesnil, Saint-Maurice, Saint-Pierre-d'Allonne, Le Valdecie.
Les communes de Baubigny, Saint-Paul-des-Sablons, Sénoville et Sortosville-en-Beaumont faisaient partie du canton de Surtainville, et celle de Saint-Pierre-d'Arthéglise faisait partie du canton de Bricquebec.
En 1801, le canton de Surtainville fut supprimé et les communes de Baubigny, Saint-Paul-des-Sablons, Sénoville et Sortosville-en-Beaumont furent rattachés au canton de Barneville, ainsi que Saint-Pierre-d'Arthéglise, détachée du canton de Bricquebec.
En 1950, Le Valdecie a été rattaché au canton de Bricquebec.

### Anciennes communes
Les anciennes communes suivantes étaient incluses dans le canton de Barneville :
- Saint-Pierre et Notre-Dame-d'Allonne fusionnèrent en 1818, et la nouvelle commune prit le nom de Les Moitiers-d'Allonne.
- Gouey, absorbée en 1818 par Portbail.
- Saint-Paul-des-Sablons, absorbée en 1824 par Baubigny.
- Carteret et Barneville-sur-Mer fusionnèrent en 1964. La nouvelle commune prit le nom de Barneville-Carteret.

## Démographie
| 1968  | 1975  | 1982  | 1990  | 1999  | 2006  | 2011  | 2012  |
| ----- | ----- | ----- | ----- | ----- | ----- | ----- | ----- |
| 6 631 | 6 616 | 6 959 | 6 818 | 7 316 | 7 579 | 7 675 | 7 623 |